# Wszędobylska mamuśka
Wszędobylska mamuśka (ang. The Meddler) – amerykański komediodramat z 2015 roku w reżyserii Lorene Scafarii, wyprodukowany przez wytwórnię Sony Pictures Releasing.
Premiera filmu odbyła się 14 września 2015 podczas 40. Międzynarodowego Festiwalu Filmowego w Toronto. Siedem miesięcy później, 22 kwietnia 2016 film trafił do kin na terenie Stanów Zjednoczonych.

## Fabuła
Marnie Minervini (Susan Sarandon) jest świeżo upieczoną wdową. Kobieta nie potrafi sobie znaleźć miejsca w Nowym Jorku. I choć córka rzadko odbiera od niej telefon, Marnie postanawia podjąć decyzję o przeprowadzce do Los Angeles, by być bliżej Lori (Rose Byrne). Nagłe pojawienie się matki nie najlepiej wpływa na młodą kobietę, która sama zmaga się z depresją i zawodem miłosnym. A Marnie potrafi być męcząca, bo choć serce ma złote, to dużo gada, chętnie udziela rad i lubi wpadać bez zapowiedzi. Mimo oporu Lori, pani Minervini zaczyna odnajdywać się w nowym miejscu, zdobywając powoli uznanie przyjaciół córki oraz pewnego emerytowanego policjanta.

## Obsada
- Susan Sarandon jako Marnie Minervini
- Rose Byrne jako Lori Minervini
- J.K. Simmons jako Randall Zipper
- Jerrod Carmichael jako Freddy
- Cecily Strong jako Jillian
- Lucy Punch jako Emily
- Michael McKean jako Mark
- Jason Ritter jako Jacob
- Sarah Baker jako Elaine
- Casey Wilson jako Trish
- Amy Landecker jako Diane
- Billy Magnussen jako Ben

## Odbiór

### Krytyka
Film Wszędobylska mamuśka spotkał się z pozytywną reakcją krytyków. W serwisie Rotten Tomatoes 85% ze stu czterdziestu czterech recenzji filmu jest pozytywne (średnia ocen wyniosła 7 na 10). Na portalu Metacritic średnia ocen z 36 recenzji wyniosła 68 punktów na 100.